# ファイルサーバ
ファイルサーバは、LANやWANなどのネットワーク上で、ファイルを共有するために設置されるサーバである。

## 概要
複数のクライアントが同じファイルを必要とする場合、ファイルを共有しておけばその転送の手間が省け、また、ファイルを更新した際に起こりがちな不整合を防ぐことができる。
また、バックアップなどのデータ管理も一括して行える。ただし、データ紛失のリスクは、複数のクライアントによりリスク分散していた所を、一括して集中することでリスク確率が上がってしまう。すなわちリスクが集中するため（要するに、ファイルサーバ1台または数台に障害が発生しただけでシステム全体の障害となる）、ファイルサーバの信頼性は重要である。
ファイルサーバにとって最重視される使命は、その中に保存されているファイルがきちんと読み書きできることである。ハードディスクは元来壊れやすい部品であり、ファイルサーバにとってハードディスクの故障は最大の敵である。

## リスク管理
ハードディスクを全く壊れないようにすることは不可能なので、以下のような対策を考える必要がある。
- HDDを壊れにくくする方法

HDDの温度・湿度の適切な管理
- HDDが壊れても大丈夫なようにする方法
  - RAID
  - バックアップ

後者の方法について、RAIDとは複数のハードディスクを組み合わせ冗長度を高めるものである。RAIDには様々な方式があり、予算・性能・信頼性などを勘案し適切な方式を選べばよい。
また、RAIDだけでも完全ではなく、バックアップも同様に重要である。ユーザの誤操作によるデータ消去に対してRAIDはバックアップの代替対策にならず、バックアップもRAIDの代替にはならない。

## ファイルサーバ
最近では、ファイルサーバ機能に特化した専用機もあり、ネットワークアタッチトストレージと呼ばれている。ファイル共有の通信プロトコルには、NFSまたはCIFSが使われる。
ファイルサーバには、高度な演算能力や描画能力がほとんど求められないので、旧型のパソコンに大容量のハードディスクを取り付けて使う方法が、1990年代中期からしばしば用いられている。
LinuxやFreeBSDをインストールし、Sambaと呼ばれるソフトを用いることで、Windowsを含む様々なOSから利用可能なファイルサーバを構築することができ、利用者が増えている。